# Száva-vidék
A Száva-vidék vagy más néven Szávia történelmi tájegység az egykori Magyar Királyság területén, a Szerémségben. Ma Szerbiához tartozik.

## Fogalma
A középkorban Száva-vidéknek vagy Száviának Szerém vármegye déli, síkvidéki részét nevezték, amelyet délről a Száva, északról a Tarcal-hegység nyúlványai határoltak. Ebben az értelemben a Száva-vidék a Száva mente (amely Zágrábtól Nándorfehérvárig terjed) egyik alegysége.
Napjainkban ez az elnevezés ettől eltérő értelemben éledt újjá. A Száva-vidék kifejezetten néprajzi fogalom, amely alatt a Szerémség Száva menti magyarlakta településeit értjük. Szűkebb értelemben három falu, a Nyék (Nikinci), Herkóca (Hrtkovci) és Fényberek (Platičevo) alkotta nyelvszigetre vonatkozik a Száva-mente kifejezés, ám tágabb meghatározás esetén nyugati irányban Szávaszentdemeter (Sremska Mitrovica), Lagyarak (Laćarak), Szávaszentmárton (Martinci), míg keleti irányban Kölpény (Kupinovo) is ide tartozik.

## Magyarok a Száva-vidéken
A Száva-vidék az egyetlen magyar nyelvsziget, amely a Száva folyó partján található. Bár ez a vidék a középkorban még zömmel magyar lakosságú volt (erre utalnak az olyan földrajzi nevek, mint Nyék), a török idők és egyéb történelmi események hatására számuk lecsökkent. Mai magyar lakosságuk a XIX. században telepedett meg újra a Száva partján. Jelenlegi lélekszámuk a három magyarlakta faluban együttesen 7-800 fő körüli. Zömmel katolikusok, Nyéken élnek csekély számban reformátusok is, akiknek saját templomuk van.
Mindhárom településük - Nyék, Herkóca, Fényberek - jelentős magyar közösségeket tudhatott magának, ám közülük csak Nyék volt magyar többségű (Herkócán a horvátok, Fénybereken a szerbek alkottak többséget). Miután a vidék az 1868-as horvát-magyar kiegyezést követően Horvát-Szlavónországhoz került, a horvátosító politika jelentett problémát az itt élő magyaroknak. Később a jugoszláv idők, majd a II. világháború eseményei tizedelték meg a Száva-mente magyar lakosságát. A délszláv háborút valamennyi kisebbség megsínylette, különösen az emlékezetes herkócai szerb agresszió idején.
Mai magyar közösségének központja Nyék faluban van, ahol a Petőfi Sándor Kulturális Egyesület gondoskodik a néprajzi nevelésről és az anyanyelvápolásról. A titói korszakban (az 1970-es években) a szerémségi magyar iskolákat felszámolták, ma a legfiatalabb nemzedék már nem tud magyarul. A mai napig nem biztosított számukra az anyanyelvi oktatás és a magyar nyelvű szentmise sem.